# Félix Ynojosa
Félix José Ynojosa Aponte (Barinas, 20 de enero de 1996) es un ajedrecista venezolano que tiene el título de Maestro Internacional desde 2011. En el ranking de la Federación Internacional de Ajedrez (FIDE) de julio de 2015, tenía un Elo de 2415 puntos, lo que le convertía en el jugador número 4 (en activo) de Venezuela. Su máximo Elo fue de 2455 puntos en la lista de abril de 2014.

## Resultados destacados en competición
En 2004 fue campeón de Venezuela y mejor panamericano en la categoría Sub-8. Entre los años 2008 y 2010, dominó los campeonatos británicos en las categorías Sub-12, 13 y 14. En el Campeonato del Mundo de la juventud fue tercero en la categoría Sub-12 en 2008 (Vietnam) y séptimo en la Sub-14 en 2010 (Grecia). Ha sido cuatro veces campeón absoluto de Venezuela de manera consecutiva (2011-2014). En 2013 fue tercero en el Abierto de Badalona (el campeón fue Joan Fluviá). Ynojosa también ha representado a Venezuela en tres olimpiadas de ajedrez los años 2012, 2014 y 2018.